# 正定事件
正定事件（せいていじけん）は、1937年10月9日、現在の中国河北省正定において、キリスト教・カトリックの司教ら9人が誘拐・殺害された事件である。

## 直後の報道
1937年11月12日 、26日付『Catholic herald』および、1937年11月23日付『ニューヨーク・タイムズ』に掲載されている記事によれば、9人のオランダ人司教達は、中国の山賊に誘拐され、その後、殺害されて発見されたとされる。
1937年12月3日付『Catholic herald』に掲載された記事によれば、北京の日本軍広報担当者によると、正定で起きたカトリック宣教師9人の誘拐殺害事件は満州軍の犯行ではないとし、日本軍が正定を占領した直後で最も混乱している最中に犯行が行われていることから、一部の中国人が日本兵の死体から制服を剥ぎ取り、日本兵に成りすまして犯罪を犯した可能が大きい。犯人のうち、3人が完全な中国語を話したことを確認し、それが証拠であるとしている。 
1938年2月26日付『ルーアン及びル・アーヴル教会報』に掲載された記事によれば、正定のラザロ会施設に、夜陰に乗じて朝鮮人又は満洲人の武装集団が威嚇しながら突然出現し、スフラーヴェン司教及びその配下の宣教師6人、エマニュエル神父、非聖職者1人の両手を縛り、目隠しをして連れ去った。11月12日になって、ラザロ会施設の使用人達は、その町の近くにある木造の高塔の近くで、焼かれた遺体と遺品を発見し、翌日に回収したとある。

## 続報
事件から5ヶ月後の1938年4月2日付『The Tablet（国際カソリック週報）』に掲載されている記事によれば、当初、中国の山賊に誘拐され殺害されたと報道されていた司教、聖職者、信徒9名について、日本軍当局が徹底した調査を行った結果、彼らを殺害したのは日本軍所属の朝鮮人または満州人兵士であったという結論に達したとされる。さらに、横山彦真少佐（記事ではYokohamaと表記）及び日本軍当局者、外国人宣教師、仏教僧侶などの列席のもと、同年11月22日に追悼ミサを行い、日本軍司令官の弔電が読まれたことも記されている。そして、追悼ミサのあと、横山は「同様の事件が二度と起こらないようにしなければならない」と述べたとされる。

## 公文書

### 第三国財産被害調査表
外務省が1939年に出した『昭和十四年二月二十八現在 支那事変ニ関連スル在支第三国(英米ヲ除ク)財産被害調査表』p36-p39に記載されている事件の概要は、下記の通りである。
| 在京大公使館の取扱方     | 昭和12年11月12日在京ローマ法王使節より11月4日付新潟教区長よりの書簡添付トマス・チエスカノの安否照会 11月25日付同教区長より死亡確実なる旨通報越 11月26日付同教区長より真相糾明方依頼 |
| 主管局課及関係軍当局     | 東亜一 |
| 被害発生時日             | 昭和12年10月9日 |
| 被害発生場所             | 河北省正定 |
| 被害者及被害物           | カトリック教会宣教師8名 「オルガン」師1名 （仏人3名、和蘭人3名、波蘭人1名、墺太利人1名、匈牙利人1名） |
| 被害程度                 | 満州軍により殺害 |
| 現地仏国側の取扱振       | 昭和12年10月24日仏国大使館より森島参事官宛真相調査方依頼 昭和13年4月16日付仏大使館覚書を以て本件に関しては今後何等問題を提起せさる旨申越 |
| 我方現地の之に対する態度 | 昭和12年11月10日付天津堀内総領事発北京森島参事官宛機第104号を以て軍側の調査書送付 11月22日正定に於て挙行弔祭式に我方参列 昭和13年2月13日附佛大使館宛公文ヲ以テ回答 13年2月27日北京に於て横山少佐より見舞金として9000円 寄付金として15000円北支カソリックに手交 更に4月16日森島参事官より仏大使館に対し物的損害に対し15000円 寄付として10000円 其他1000円手交 |
| 現地より本省への報告     | 昭和12年10月25日北平森島参事官発電第896号を以て報告 11月10日同参事官発第934号 11月10日天津堀内総領事発機第1393号を以て軍側の調査書送付 11月11日天津堀内総領事発電第1225号 11月27日上海岡本総領事発電第2435号を以て真相打電方要請 11月31日森島参事官発電第981号 12月1日堀内総領事発電第1273号 12月6日森島参事官発公第884号 12月19日上海岡本総領事発電第2775号 12月23日北京森島参事官発電第1090号、第1092号、第1093号 昭和13年1月4日同第8号 1月10日同第37号 1月13日同第48号 1月14日同第51号 2月5日同第162号 3月1日岡本総領事発電第711号 3月4日秋山書記官発第285号 3月5日同第288号 3月5日同第295号 3月19日森島参事官発電第357号 4月4日同第479号 4月16日堀内参事官発電第554号 4月19日同第569号 5月12日同第703号 6月30日上海日高総領事発電第2070号 |
| 本省の慮置及応酬振       | 昭和12年10月26日在仏帝国大使館宛第330号を以て通報 11月28日北平森島参事官宛電第305号を以て調査方訓電 同天津上海宛合第203号 昭和13年1月17日森島参事官宛第27号 |

### フランス外交史料館に保管されている資料
フランスのナントにある外交史料館には、在北京日本大使館員の森島守人が在北京フランス大使館のフランシス・ラコステ宛に、日本政府が行った調査結果を記した1938年2月13日付の公文書が保管されている。この公文書には、日本軍がミッショナリー保護のためにとった具体的措置を詳述するほか、犯行は日本軍ではなく「支那敗残兵」によると記されている。その後も続けた調査でも、これを「覆す証拠は見つからなかった。従って日本政府は当該事件に関する責任を負いかねる」と記されている。（支那事変ニ関連スル在支第三国財産被害調査表の「我方現地の之に対する態度」にある「昭和13年2月13日附佛大使館宛公文ヲ以テ回答」とは、上記の公文書のこと）
これに対してフランス側は、1938年4月16日付で「大使館覚書を以って本件に関しては今後何等問題を提起せざる旨申し越」と回答している（1938年4月16日付）。
また、1937年10月23日付の在北京フランス大使館員が駐中国大使に宛てた書簡から、1938年5月24日付の在ローマフランス閣外大臣の書簡までの史料も保管されており、事件から3日後に現地入りしたオランダ人宣教師が使用人から聞いた話として「強奪者は十数人で全員日本の軍服を着ていた。連隊の帽子ではなく、フェルト帽をかぶっていた。（中略）彼らは満州の"赤ひげ"つまり山賊だと話し、国に帰るのにお金を欲しがった」と記されている。
その他、1937年12月1日付の文書には、スウェーデン人の宣教師が中国人のカトリック教会関係者から聞いた話として「10月9日、日本兵がカトリック宣教施設に来て若い女性を要求した。外国人宣教師の一人が、"望むものは何でも持っていっていいが女性を差し出すことは絶対にない"と答えると、日本兵は立ち去った」と記されている。また、教会側からの手紙には「兵士がお金を要求したり、物を奪ったりした」と記されている。

## 時代背景
1915年の東亜同文会の『排貨事情調査報告』によれば、当時中国では仏教の勢力が強かったため、キリスト教の外国人宣教師は路頭に迷うことを恐れていた。そのため彼ら外国人宣教師の中には、中国の排日運動に乗じて排日プロパガンダの伝単を発行したりなど、排日運動を伴って宣教を行うことで勢力を拡大するものもいた。
また、当時日本ではキリスト教徒の商人による婦人誘拐事件が知られていた(ポルトガル商人の奴隷貿易)ほか、中国でも1900年頃に官吏学者によって宣教師の児童誘拐の話が流布されていた。

## 75年後
2013年2月21日発行の『読売新聞大阪版（夕刊）』に掲載されている記事によれば、2012年10月13日から14日にかけてオランダで殉教75周年を記念する式典が行われ、日本から参加した司祭は式典中、日本カトリック司教協議会会長の池長潤大司教の書簡を代読した。この書簡には「フランス・スフラーヴェン司教は、女子修道院に逃げ込んだ中国人女性の中から200人を慰安婦として差し出すよう求められたのを拒み、焼き殺された」という内容が記載されている。
2月21日府付『読売新聞』に掲載されている記事に対して、カトリック信徒有志による「教会の政治的言動を憂慮する会」から池長潤大司教宛てに公開質問状が送られた。
2013年4月11日付けのカトリック新聞オンライン「旧日本軍に殺された司教、列福へ一歩前進」によれば、殺害された9人は、フランス・スフラーヴェン司教（聖ビンセンシオの宣教会、オランダ人）と、主に同会のクロアチア、フランス、オランダ、ポーランド、スロバキア出身者の司祭、修道士、信徒がおり、厳律シトー会（トラピスト）の神父1人も含まれ、この9人は、1937年10月9日、中国河北省の正定に入った日本軍が、教会施設にいた避難民の中から200人の女性（少女を含む）を引き渡すよう求めたことに抵抗したため、目隠しされて首にロープを巻かれ、トラックで約300メートル離れた仏塔近くに連行され殺害されたとされる。事件から1ヶ月後の11月19日、カトリック信徒の横山少佐率いる日本軍の「宣撫班」および、司祭の田口芳五郎が現地入りし、天津の司教を招いて同年11月22日、正定で追悼のミサを行った。日本軍関係者約30人（うち高官が3人）も参列し、日本軍幹部の弔電も届き、聖堂で読まれたという。

### 列福運動
殺害された司教ら9人の列福運動がオランダで進んでおり、ルールモント教区の司教であるフランス・ウェルツは2013年3月23日、列福の可能性を調査するため、特別委員会を設置した。
中国とオランダが2014年以来バチカンに働きかけている。この2国は神父が旧日本軍人による女性200人の要求を拒んだために殺害されたと断定している国でもある。